# Fereydounshahr
Fereydounshahr (persan : فریدون‌شهر, géorgien : მარტყოფი Martqopi) est le chef-lieu du district central de la préfecture de Fereydounshahr situé dans la province d'Ispahan en Iran, à environ 150 km à l'ouest d'Ispahan. 

## Population
Une des plus importantes communautés de Géorgiens d'Iran se trouve à Fereydounshahr. En plus du persan, la population y parle un dialect géorgien et l'alphabet géorgien y est également employé. Il s'agit également du quartier d'été pour de nombreux nomades bakhtiaris des tribus Tchahar Lang.